# Calleville-les-Deux-Églises
Calleville-les-Deux-Églises és un municipi francès situat al departament del Sena Marítim i a la regió de Normandia. L'any 2007 tenia 309 habitants.

## Demografia

### Població
El 2007 la població de fet de Calleville-les-Deux-Églises era de 309 persones. Hi havia 117 famílies de les quals 16 eren unipersonals (16 dones vivint soles i 16 dones vivint soles), 35 parelles sense fills, 54 parelles amb fills i 12 famílies monoparentals amb fills.
La població ha evolucionat segons el següent gràfic:
Habitants censats

### Habitatges
El 2007 hi havia 122 habitatges, 114 eren l'habitatge principal de la família, 4 eren segones residències i 5 estaven desocupats. Tots els 122 habitatges eren cases. Dels 114 habitatges principals, 104 estaven ocupats pels seus propietaris, 7 estaven llogats i ocupats pels llogaters i 3 estaven cedits a títol gratuït; 3 tenien dues cambres, 7 en tenien tres, 29 en tenien quatre i 75 en tenien cinc o més. 88 habitatges disposaven pel capbaix d'una plaça de pàrquing. A 45 habitatges hi havia un automòbil i a 61 n'hi havia dos o més.

### Piràmide de població
La piràmide de població per edats i sexe el 2009 era:
| Homes | Edats   | Dones |
| ----- | ------- | ----- |
| 0     | 95 o +  | 0     |
| 0     | 90 a 94 | 0     |
| 8     | 85 a 89 | 0     |
| 0     | 80 a 84 | 0     |
| 4     | 75 a 79 | 8     |
| 0     | 70 a 74 | 0     |
| 4     | 65 a 69 | 4     |
| 4     | 60 a 64 | 16    |
| 4     | 55 a 59 | 4     |
| 12    | 50 a 54 | 8     |
| 12    | 45 a 49 | 12    |
| 16    | 40 a 44 | 16    |
| 4     | 35 a 39 | 4     |
| 16    | 30 a 34 | 20    |
| 16    | 25 a 29 | 12    |
| 4     | 20 a 24 | 12    |
| 16    | 15 a 19 | 4     |
| 4     | 10 a 14 | 12    |
| 12    | 5 a 9   | 4     |
| 4     | 0 a 4   | 12    |

## Economia
El 2007 la població en edat de treballar era de 197 persones, 150 eren actives i 47 eren inactives. De les 150 persones actives 145 estaven ocupades (80 homes i 65 dones) i 5 estaven aturades (2 homes i 3 dones). De les 47 persones inactives 21 estaven jubilades, 11 estaven estudiant i 15 estaven classificades com a «altres inactius».

### Ingressos
El 2009 a Calleville-les-Deux-Églises hi havia 115 unitats fiscals que integraven 327,5 persones, la mediana anual d'ingressos fiscals per persona era de 18.604 €.

### Activitats econòmiques
Dels 10 establiments que hi havia el 2007, 2 eren d'empreses de fabricació d'altres productes industrials, 2 d'empreses de construcció, 2 d'empreses de comerç i reparació d'automòbils, 2 d'empreses de transport i 2 d'empreses financeres.
Dels 2 establiments de servei als particulars que hi havia el 2009, 1 era un paleta i 1 electricista.
L'any 2000 a Calleville-les-Deux-Églises hi havia 8 explotacions agrícoles que ocupaven un total de 114 hectàrees.

## Equipaments sanitaris i escolars
El 2009 hi havia una escola elemental integrada dins d'un grup escolar amb les comunes properes formant una escola dispersa.

## Poblacions més properes
El següent diagrama mostra les poblacions més properes.